# Kuhikugu

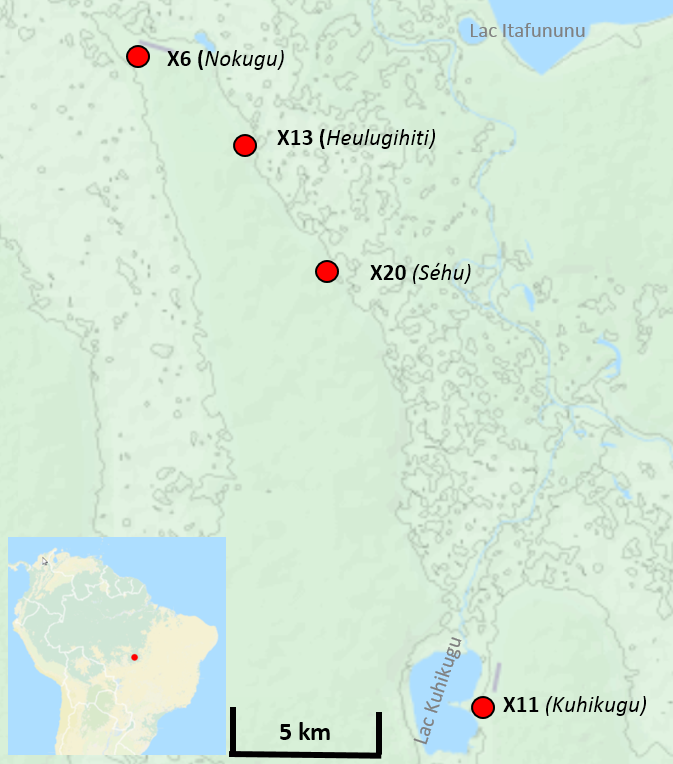
Mapa em francês do complexo de Kuhikugu e o sítio de X11 situado ao sul.

Kuhikugu, chamada pelos arqueólogos de X11, é a maior cidade pré-colombiana já descoberta na região do Xingu, na Amazônia.

## Descrição
O sítio arqueológico de Kuhikugu, descoberto pelo arqueólogo Michael Heckenberger, com a ajuda do povo cuicuro, se localiza dentro do Parque Indígena do Xingu (região do alto Xingu) e provou ter sido um grande complexo urbano que pode ter abrigado até 50 000 habitantes, habitado por indígenas antepassados dos atuais cuicuros de cerca de 1 500 a quatrocentos anos atrás. Construído provavelmente pelos antepassados dos atuais povos cuicuros, o sítio abriga construções complexas como estradas, fortificações e trincheiras para proteção. Para alimentar a grande população, havia campos cultivados e pomares na cidade. Talvez a mais incrível descoberta seja a de barragens para a criação de peixes. Como a descoberta é recente, estudos sobre as formas de vida dessas populações ainda são necessários, embora os estudiosos acreditem que esse povo cultivava a mandioca.
O desaparecimento dessa civilização, assim como de outras grandes civilizações amazônicas, é relacionado à entrada de doenças como varíola e caxumba no continente americano, responsáveis por dizimar as populações indígenas ameríndias, por volta do século XVI. As características naturais da Floresta Amazônica (mata densa etc.) explicariam porque os colonizadores não travaram contato com esta civilização amazônica.

## Percy Fawcett
Percy Fawcett, arqueólogo britânico, acreditava que houvesse uma cidade na floresta do Mato Grosso que ele chamou de "cidade perdida de Z". Ele desapareceu em 1925 em uma expedição em busca da cidade, com uma pequena equipe.
Arthur Conan Doyle baseou o personagem professor Challenger, de O Mundo Perdido, em Fawcett. Há um livro de Indiana Jones que cita Fawcett. Também há o filme chamado Z: A Cidade Perdida.